# Abū Saʿīd al-Dschannābī
Abū Saʿīd al-Hasan ibn Bahrām al-Dschannābī (arabisch أبو سعيد الحسن بن بهرام الجنابي, DMG Abū Saʿīd al-Ḥasan ibn Bahrām al-Ǧannābī; † 913) war ein bedeutender Missionar der Ismailiten und Begründer das Qarmatenstaates in al-Ahsā' und Bahrain.
Abū Saʿīd al-Dschannābī war ein Anhänger der Ismailiten und begann am Ende des 9. Jahrhunderts im Auftrag von Hamdan Qarmat mit der Mission in den südlichen Küstengebieten des Persischen Golfs (al-Hasa und Bahrain). Er ließ sich zunächst 886/7 als Mehlhändler in der Stadt al-Qatīf nieder. Dort erhielt er die Unterstützung der angesehenen Sanbar-Familie, die zum arabischen Stamm der Thaqīf gehörte. Drei Söhne der Familie – Hasan, dessen Tochter er heiratete, ʿAlī und Hamdān – wurden seine engsten Ratgeber und Helfer. Mit Unterstützung des Beduinenstammes der Banū Kilāb konnte er bis 899 die Städte Qatīf, Zāra, Safwān, Zahran, al-Ahsā' und Dschuwāthā erobern. Er führte auch mehrere Feldzüge nach Sohar in Oman und besetzte die Stadt. Allerdings konnte er Oman nicht dauerhaft unter seine Herrschaft bringen.
Wie auch im Irak kam es 899 zum Bruch mit den Ismailiten von Salamya, als sich dort Said (Abdallah al-Mahdi) als der wahre Imam offenbarte. Die Ismailiten an der Golfküste hielten weiter an dem versprochenen Imam Muhammad ibn Ismail fest. Sie wurden in der Folgezeit nach Hamdan Qarmat als Qarmaten benannt.
Im Rabiʿ ath-thani des Jahres 287 d.H. (April 900 n. Chr.) ernannte der abbasidische Kalif al-Mu'tadid bi-'llah den Heerführer ʿAbbās ibn ʿAmr al-Ghanawī zum Statthalter von Bahrain and Yamāma und sandte ihn mit 2.000 Mann gegen Abū Saʿīd. Dieser traf im Radschab 287 d.H. (= Juli 900 n. Chr.) mit ihm an einem Salzsee in der Wüste in der Nähe von al-Qatīf zusammen, besiegte ihn und nahm ihn und seine Leute gefangen. Während Abū Saʿīd die anderen Gefangenen tötete, schickte er al-Ghanawī zurück zum Kalifen mit der Warnung, dass dieser nie mehr sein Territorium angreifen solle. 912 konnte Abū Saʿīd sogar Basra angreifen.
Nach al-Masʿūdī wurde Abū Saʿīd im Dhu l-qaʿda 300 (= Juni–Juli 913 n. Chr.) in seinem Bad in al-Ahsā' von zwei Saqlabī-Eunuchen, die er bei einem Angriff auf Badr Mahallī während seiner Rückkehr aus Oman gefangen genommen hatte, ermordet. Mit ihm wurden auch die beiden Sanbar-Söhne ʿAlī und Hamdān getötet. Der dritte Bruder al-Hasan überlebte den Anschlag und übernahm zunächst die Regentschaft für die minderjährigen Söhne Abū Saʿīds. Mit ihm konnten die Abbasiden gegen Geld und Waffenlieferungen eine Waffenruhe erreichen. 923 trat dann Abū Saʿīds Sohn Abu Tahir (923–944) die Nachfolge an.

## Belege
1. 1 2 3  Vgl. Madelung: “Abu Said Jannabi” in EIR.

| Personendaten    | Personendaten                                                                     |
| ---------------- | --------------------------------------------------------------------------------- |
| NAME             | Dschannābī, Abū Saʿīd al-                                                         |
| ALTERNATIVNAMEN  | Abu Sa'id al-Hasan ibn Bahram al-Dschannabi; Al-Dschannabi                        |
| KURZBESCHREIBUNG | Missionar der Ismailiten und Begründer das Qarmatenstaates in al-Hasa und Bahrain |
| GEBURTSDATUM     | 9. Jahrhundert                                                                    |
| STERBEDATUM      | 913                                                                               |